# Utkání hvězd české extraligy 1998
Utkání hvězd české extraligy 1998 se uskutečnilo 1. února roku 1998 ve Vítkovicích, podle nepsaných zákonů, se utkání hvězd přemístilo na východ, kde se hvězdy představily už potřetí. Exhibiční utkání bylo pozvánkou na olympijské hry, na které vybraní borci vzápětí cestovali. Východ (Morava) vyhrál na domácí půdě opět 10:9

## Soupisky
| Brankáři | Roman Čechmánek     | HC Petra Vsetín     |
|          | Martin Prusek       | HC Vítkovice        |
| Obránci  | Antonín Stavjaňa    | HC Petra Vsetín     |
|          | Jiří Veber          | HC Petra Vsetín     |
|          | Dmitrij Jerofejev   | HC Vítkovice        |
|          | Vítězslav Škuta     | HC Vítkovice        |
|          | Jiří Kuntoš         | HC Železárny Třinec |
|          | Alexej Jaškin       | HC Petra Vsetín     |
|          | Miroslav Duben      | HC Dukla Jihlava    |
|          | René Ševěček        | HC Vítkovice        |
| Útočníci | Jiří Dopita         | HC Petra Vsetín     |
|          | David Moravec       | HC Vítkovice        |
|          | Viktor Ujčík        | HC Železárny Třinec |
|          | Roman Šimíček       | HC Vítkovice        |
|          | Tomáš Kapusta       | HC Petra Vsetín     |
|          | Roman Meluzín       | HC ZPS Barum Zlín   |
|          | Alexandr Prokopjev  | HC Vítkovice        |
|          | Ladislav Lubina     | HC Železárny Třinec |
|          | Vojtěch Mařák       | HC Petra Vsetín     |
|          | Petr Čajánek        | HC ZPS Barum Zlín   |
|          | Petr Vlk            | HC Dukla Jihlava    |
|          | Roman Kaděra        | HC Železárny Třinec |
| Trenéři  | Vladimír Vůjtek st. |                     |
|          | Zdislav Tabara      |                     |

| Brankáři | Milan Hnilička   | HC Sparta Praha             |
|          | Dušan Salfický   | HC Keramika Plzeň           |
| Obránci  | Pavel Skrbek     | HC Velvana Kladno           |
|          | Aleš Píša        | HC IPB Pojišťovna Pardubice |
|          | Martin Štěpánek  | HC Chemopetrol Litvínov     |
|          | Jiří Vykoukal    | HC Sparta Praha             |
|          | Josef Řezníček   | HC Keramika Plzeň           |
|          | Milan Nedoma     | HC České Budějovice         |
|          | František Kučera | HC Sparta Praha             |
|          | Kamil Ťoupal     | HC České Budějovice         |
|          | Jaroslav Nedvěd  | HC Sparta Praha             |
| Útočníci | Vladimír Růžička | HC Slavia Praha             |
|          | Jan Alinč        | HC Chemopetrol Litvínov     |
|          | Ivo Prorok       | HC Chemopetrol Litvínov     |
|          | Jan Hlaváč       | HC Sparta Praha             |
|          | Milan Hejduk     | HC IPB Pojišťovna Pardubice |
|          | Tomáš Vlasák     | HC Chemopetrol Litvínov     |
|          | Marián Kacíř     | HC Slavia Praha             |
|          | Josef Straka     | HC Chemopetrol Litvínov     |
|          | Ondřej Steiner   | HC Becherovka Karlovy Vary  |
|          | Tomáš Blažek     | HC IPB Pojišťovna Pardubice |
|          | Radek Ťoupal     | HC České Budějovice         |
| Trenéři  | Slavomír Lener   |                             |
|          | Miloš Říha       |                             |

## Souhrn zápasu
Východ (Morava) – Západ (Čechy):     10:9 (1:3, 6:5, 3:1) 
2. února 1997 – Vítkovice

Branky: 12' Čajánek (Ševěček), 27' Kapusta (Mařák, Škuta), 30' Kaděra, 31' Škuta (Kapusta, Mařák), 34' Čajánek (Kaděra, Vlk), 35' Moravec (Ujčík, Dopita), 40' Šimíček (Ujčík), 43' Lubina (Meluzín, Škuta), 45' Vlk (Kaděra), 49' Vlk (Ševěček) – 1' Růžička (Alinč), 13' Hejduk (Vykoukal, Hlaváč), 17' Ťoupal (Vlasák), 22' Vykoukal (Blažek), 24' Vlasák (Alinč), 31' Růžička (Prorok), 31' Blažek (Hejduk, Hlaváč), 32' Hlaváč (Vykoukal), 54' Ťoupal (Růžička, Vlasák)

Rozhodčí: Vokurka, Barvíř, Fedoročko

Vyloučení: 1:0 

Diváků: 9450

## Individuální soutěže
| Disciplína:                       | Hráč (km/h):               | Klub:                   |
| Soutěž o tvrdost střelby          | Jaroslav Nedvěd (147 km/h) | HC Sparta Praha         |
| Soutěž o nejrychlejšího bruslaře  | Viktor Ujčík               | HC Železárny Třinec     |
| Soutěž o nejpřesnějšího střelce   | Jan Alinč                  | HC Chemopetrol Litvínov |
| Soutěž brankářů – štafeta nájezdů | Martin Prusek              | HC Vítkovice            |